# Церква на честь святого великомученика Димитрія (Луковиця)
Церква на честь святого великомученика Димитрія — дерев'яна церква, датована 1757 роком, що знаходиться в селі Луковиця Глибоцького району Чернівецької області.

## Архітектура
Дерев'яна Дмитрівська церква тризрубна, з п'ятигранної в плані апсидою, квадратним нефом і рівним йому по ширині п'ятигранним бабинцем. Бабинець перекритий низьким зрізаним чотиригранним пірамідальним верхом, апсида — восьмигранним, неф — восьмигранним з заломом. Зовні перекриття заховані під високою, майже вдвічі вище зрубів, чотиригранним дахом вкритим гонтою. Винос даху підтримують ступінчасті кронштейни, утворені випусками колод верхніх вінців зрубів. Про те, що це церква, свідчать лише три хрести на конику покрівлі. Бабинець відкривається в неф фігурною аркою-вирізом.

## Інтер'єр
Іконостас з різьбленими позолоченими царськими воротами, живопис ікон — в стилі бароко (XVIII ст.). Такі храми виникли на Буковині за часів турецького панування, в XVI-XVII ст., коли православним забороняли будувати церкви з високими верхами. Тому місцеві теслі ховали верхи під високою покрівлею. Зміна їх пропорцій призвело до того, що складові заломи стали вельми приосадкуватими, їх вертикальні частини робили все з 2-3 колод. Якщо зовнішній вигляд цього храму суворий, то інтер'єр надзвичайно ошатний завдяки іконостасу і стриманого декоративного живопису стін в стилі бароко. Цей пам'ятник стоїть в ряду справжніх шедеврів буковинської школи української дерев'яної архітектури.

## Галерея

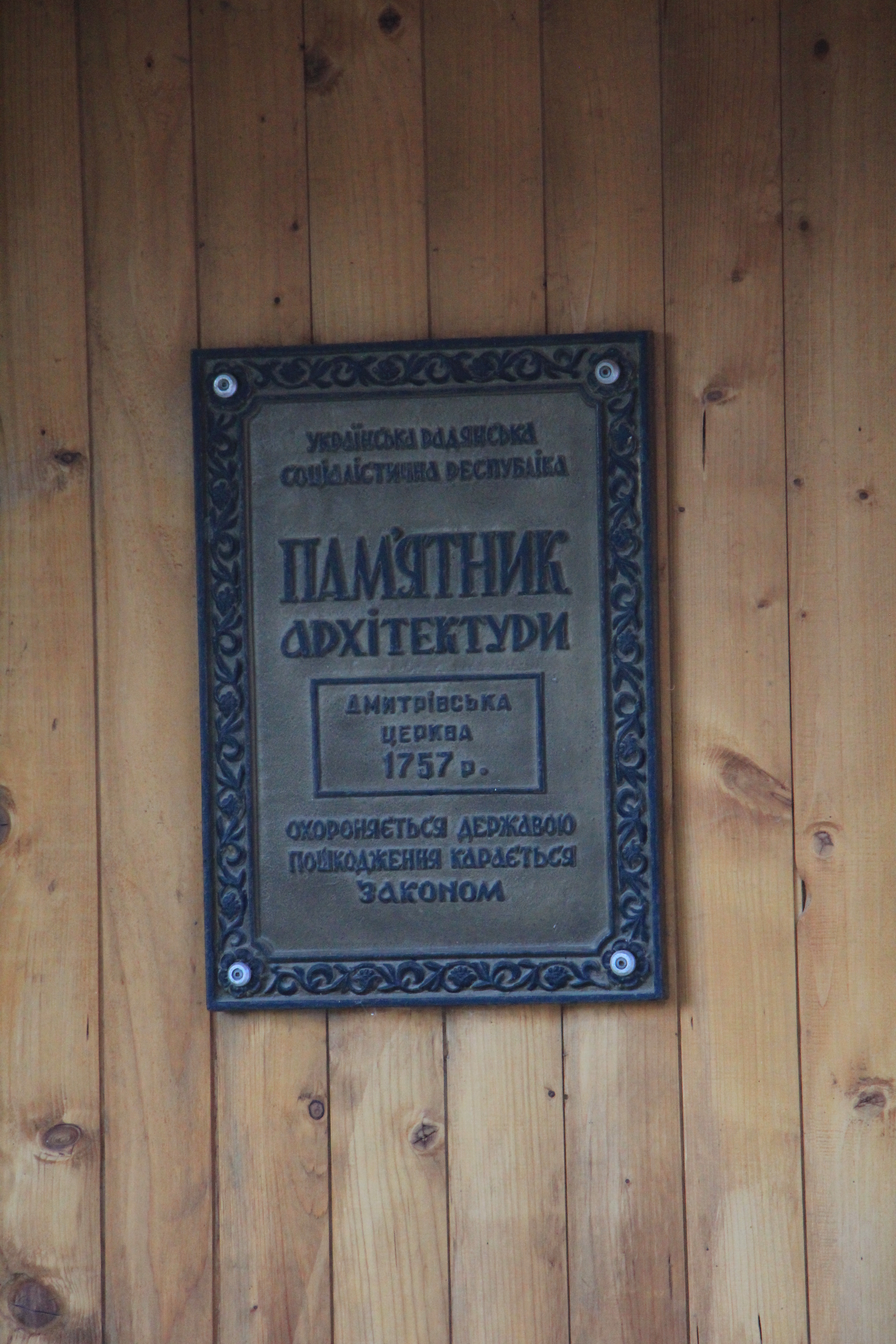
Знак пам'ятки 1757 року
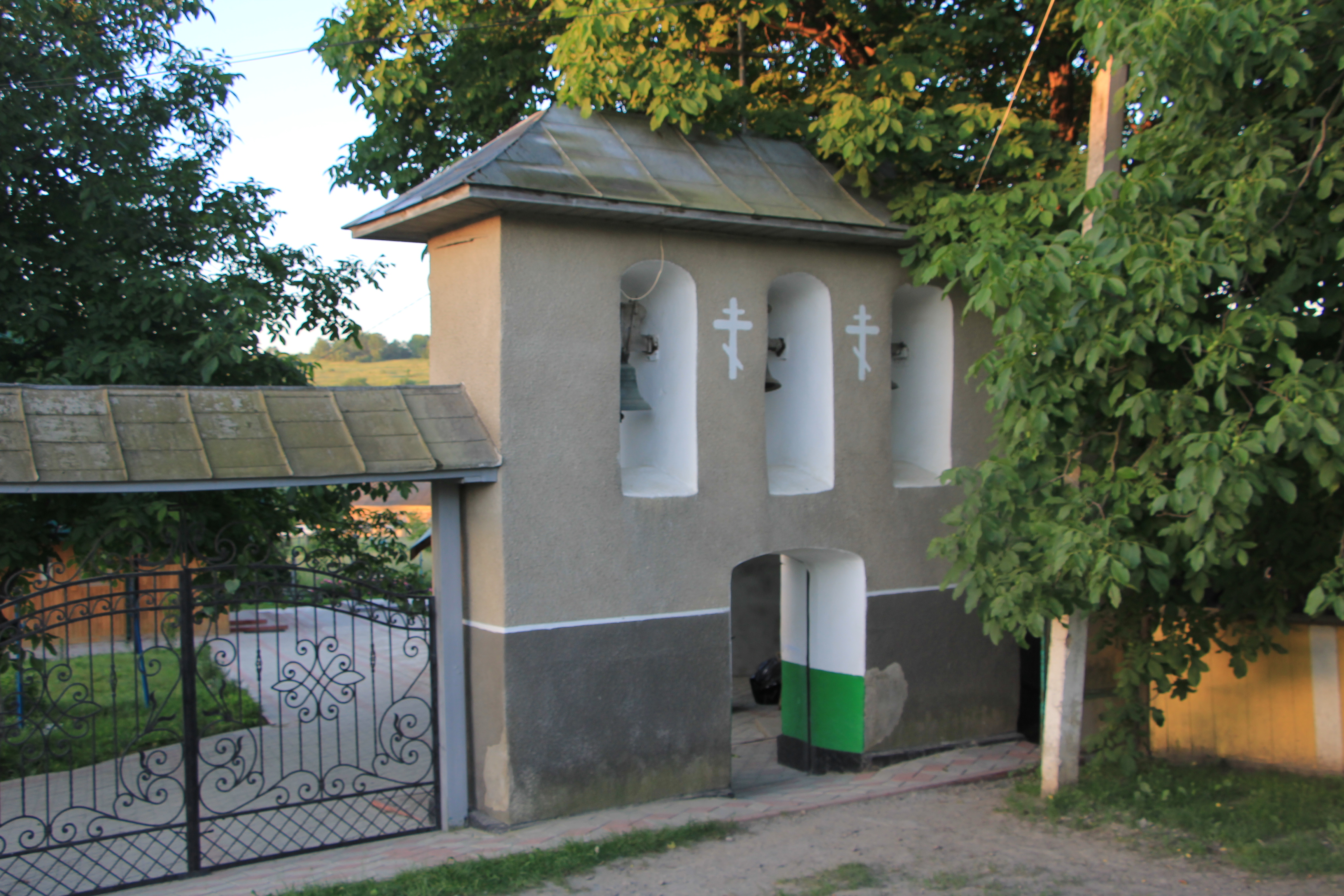
Дзвіниця
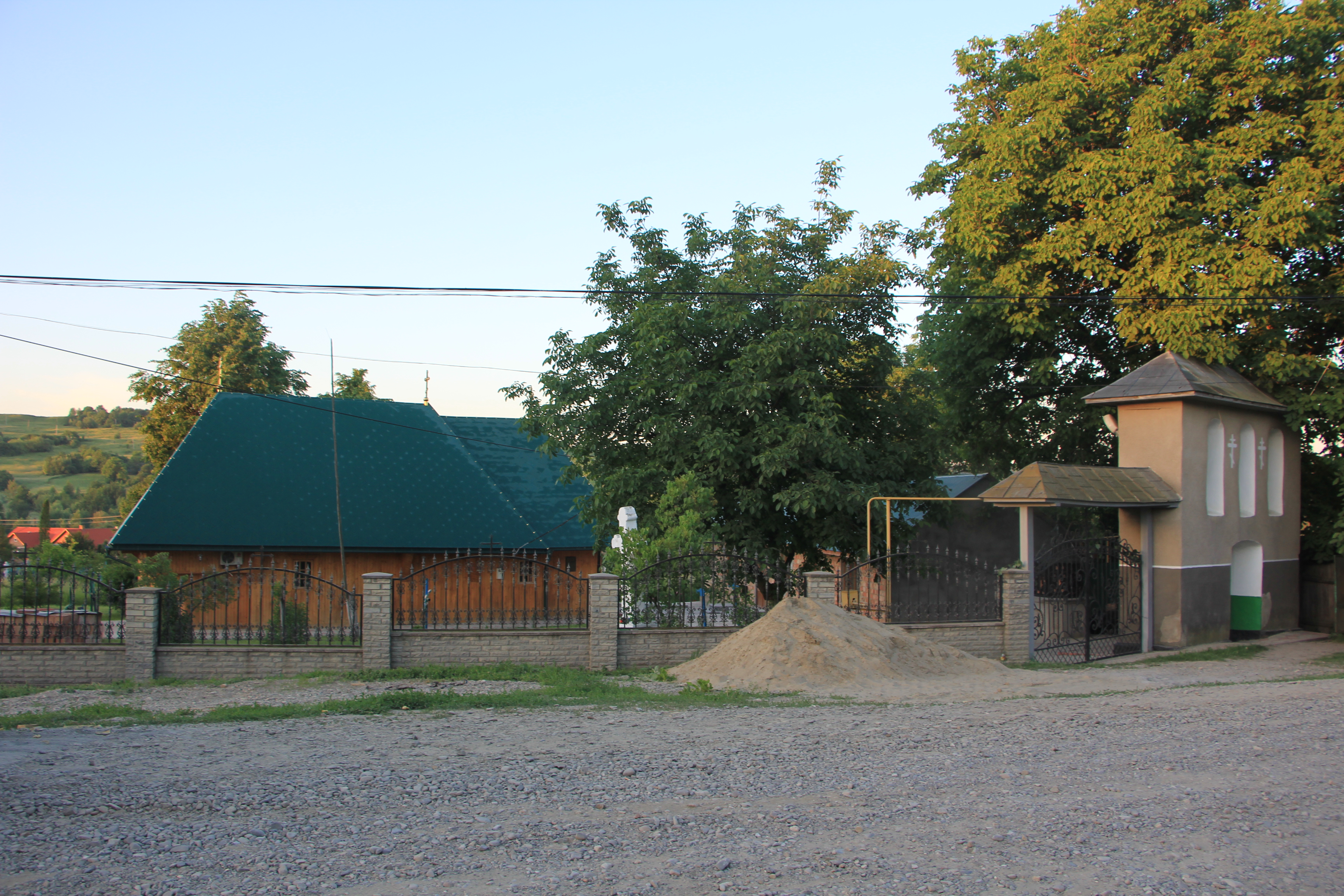